# Morti nel 1118
| Questa pagina contiene informazioni ricavate automaticamente dalle voci biografiche con l'ausilio del template Bio e di un bot. L'aggiornamento è periodico e automatico e ricostruisce completamente la pagina. Se manca una persona in questa lista, sei pregato di non aggiungerla, ma accertati piuttosto che la sua voce biografica contenga il template Bio e che i dati anagrafici siano correttamente compilati. Se il template Bio manca, inseriscilo tu stesso o, in alternativa, metti l'avviso {{tmp\|Bio}} che ne segnala la mancanza. Se i dati riportati sono sbagliati, correggi direttamente la voce biografica; le modifiche saranno visibili in questa lista entro pochi giorni. Per chiarimenti vedi il progetto biografie. La lista contiene solo le 20 persone che sono citate nell'enciclopedia e per le quali è stato implementato correttamente il template Bio. Pagina aggiornata al 18 giu 2025. |

- 21 gennaio - Papa Pasquale II, papa, cardinale e abate italiano
- 2 aprile - Baldovino I di Gerusalemme, cavaliere medievale franco
- 16 aprile - Adelasia del Vasto, nobile
- 1º maggio - Matilde di Scozia, nobile scozzese (n. 1079)
- 10 maggio - Bonsignore Arlotti, vescovo cattolico italiano
- 5 giugno - Robert de Beaumont, I conte di Leicester, nobile inglese
- 2 luglio - Lidano d'Antena, abate e santo italiano (n. 1026)
- 7 luglio - Fiorenzo di Worcester, monaco cristiano e storico inglese
- 22 luglio - Ermanno di Spanheim, nobile tedesco
- 6 agosto - Al-Mustazhir, califfo (n. 1078)
- 15 agosto - Alessio I Comneno, imperatore bizantino (n. 1057)
- 28 dicembre - Ugo I di Rethel, nobile francese
- Muhammad I, sultano turco (n. 1082)
- Arnolfo di Rœux, patriarca cattolico fiammingo
- Bernardo di Cerdanya, conte
- Muircheartach Ua Briain, re irlandese
- Filippo I di Svezia, re svedese
- Gissur Ísleifsson, vescovo cattolico islandese (n. 1042)
- Guglielmo d'Évreux, nobile normanno
- Helperich di Plötzkau, nobile tedesco